# Astringent
Astringent és aquell producte químic, medicament o substància de natura orgànica o inorgànica que, després d'una aplicació externa local o tòpica, té la propietat de contreure les capes superficials de la pell en coagular-ne les proteïnes. Així produeix una acció cicatritzant, antiinflamatòria i antihemorràgica. Els astringents constitueixen un mitjà protector superficial, com a desinfectants, per a eliminar els microorganismes per coagulació de llurs proteïnes.
Produeixen constricció i sequedat i per això un producte tan habitual com són les locions per a després de l'afaitat contenen astringents. Dos exemples ben coneguts són la calamina preparada i l'aigua de Burow. Els més coneguts a nivell vegetal són els tanins, les aigües d'hamamelis, la tintura de benjuí, la infusió de ratània i la quina. Altres productes astringents són: el nitrat d'argent, l'acetat de plom(II), el sulfat de zinc, les sals de bismut, el sèrum salí i l'oli essencial de Xipre. Generalment s'associen a la propietat de ser antidiarreics i hemostàtics.